# 国鉄タキ22900形貨車
国鉄タキ22900形貨車（こくてつタキ22900がたかしゃ）は、1972年（昭和47年）から製作された、青化ソーダ液専用の 35 t 積 貨車（タンク車）である。
私有貨車として製作され、日本国有鉄道（国鉄）に車籍編入された。1987年（昭和62年）4月の国鉄分割民営化後は日本貨物鉄道（JR貨物）に車籍を承継された。

## 概要
タキ22900形は青化ソーダ液輸送用として1972年（昭和47年）7月5日から1992年（平成4年）6月にかけて日本車輌製造にて31両（タキ22900 – タキ22930）が製作された。
所有者は、日本曹達、日本石油輸送の2社のみである。
1979年（昭和54年）10月より化成品分類番号「毒 62」（毒性の物質、毒性物質、危険性度合1（大））が標記された。
日本曹達所有車は 倉敷貨物ターミナル駅（短く「倉敷（タ）駅」と標記することもある）、二本木駅、日本石油輸送所有車は名古屋南港駅をそれぞれ常備駅とし、タキ22928 ,タキ22929はその後常備駅は、郡山駅へ移動になった。
製造当初より専用種別を青化ソーダ液としたのは、本形式のみである。荷役方式は上入れ、S字管による上出し式である。
全長は12,100 mm - 12,400 mm、全幅は2,593 mm、全高は3,772 mm、台車中心間距離は8,000 mm、実容積は29.9 m3、自重は17.5 tで、換算両数は積車5.5、空車1.8、台車は、製造ロットにより違いがありタキ22900 – タキ22908がベッテンドルフ式のTR41C、タキ22909 – タキ22926が平軸受・コイルばね式のTR41E-13、タキ22927がコロ軸受・コイルばね式のTR225、タキ22928 – タキ22930がTR213Cである。すべてベッデンドルフ形状であるものの、1形式で実に4種類もの違いがある。TR213Cのみ灰色に塗装されている。更にその後、日本曹達が所有する一部の車両は他車から転用したTR209やTR225へ換装した車両もあった。
1987年（昭和62年）4月の国鉄分割民営化時には全車がJR貨物に継承され（その後3両増備）、1995年（平成7年）度末時点では全車健在であったが、2007年（平成19年）10月に最後まで在籍した9両（タキ22900 - タキ22907 ,タキ22912）が廃車となり同時に形式消滅となった。

### 年度別製造数
各年度による製造会社と両数、所有者は次のとおりである。
- 昭和47年度 – 5両
  - 日本車輌製造 5両 日本曹達 （タキ22900 – タキ22904）
- 昭和48年度 - 13両
  - 日本車輌製造 13両 日本曹達 （タキ22905 – タキ22908 ,タキ22912 – タキ22920）
- 昭和49年度 - 9両
  - 日本車輌製造 9両 日本曹達 （タキ22909 – タキ22911 ,タキ22921 – タキ22926）
- 昭和55年度 – 1両
  - 日本車輌製造 1両 日本曹達 （タキ22927）
- 平成4年度 - 3両
  - 日本車輌製造 3両 日本石油輸送 （タキ22928 – タキ22930）